# 阿古爾托岩
63°18′S 57°54′W / 63.300°S 57.900°W
阿古爾托岩（Agurto Rock），是南極洲的岩石，位於特里尼蒂半島附近，屬於迪羅克群島的一部分，處於錫爾維亞岩西北面，在1959年由智利探險隊繪入地圖，現時由南極條約體系管理。